# Haynes (Bedfordshire)
Pour les articles homonymes, voir Haynes.
Haynes est un petit village et une paroisse civile du Central Bedfordshire, en Angleterre.